# Là où chantent les écrevisses (livre)
Là où chantent les écrevisses (Where the Crawdads Sing) est un roman policier de 2018 sur le passage de l'enfance à l'âge adulte, de l'auteure américaine Delia Owens. L'histoire suit deux chronologies qui s'entremêlent lentement. La première chronologie décrit la vie et les aventures d'une jeune fille nommée Kya alors qu'elle grandit isolée dans les marais de Caroline du Nord. La deuxième chronologie suit une enquête sur le meurtre apparent de Chase Andrews, une célébrité locale de Barkley Cove, une ville côtière fictive de Caroline du Nord.
En juillet 2022, le livre s'était vendu à plus de 15 millions d'exemplaires et une adaptation cinématographique est sortie le 17 août 2022.

## Intrigue

### Première partie – Le marais
En 1952, Catherine Danielle Clark (surnommée « Kya »), six ans, regarde sa mère l'abandonner, elle et sa famille. Alors que Kya attend en vain le retour de sa mère, elle voit ses frères et sœurs aînés, Missy, Murph, Mandy et Jodie, tous partir également, en raison de la consommation d'alcool et des violences physiques de leur père.
Seule avec son père — qui arrête momentanément de boire —, Kya apprend à pêcher. Son père lui donne son sac à dos pour ranger ses collections de coquillages et de plumes. L'analphabète Kya peint ces coquillages et ces plumes, ainsi que les créatures et les rivages du marais, avec des aquarelles laissées par sa mère.
Un jour, Kya trouve une lettre dans la boîte aux lettres. Elle la reconnaît comme ayant été envoyée par sa mère et la laisse sur la table pour que son père la trouve. Quand il lit la lettre, il devient furieux et brûle la lettre avec la plupart de la garde-robe et des toiles de sa mère. Il recommence à boire et fait de longs et fréquents voyages pour des jeux de pari. Finalement, il ne revient pas du tout et Kya suppose qu'il est mort, faisant de lui le dernier de la famille à la laisser seule dans le marais. Sans argent ni famille, elle survit en jardinant et en échangeant des moules fraîches et du poisson fumé contre de l'argent et de l'essence avec Jumpin', un homme noir qui possède une station-service à l'embarcadère. Jumpin' et sa femme, Mabel, deviennent de très bons amis de Kya, et Mabel recueille des vêtements donnés pour elle.
En grandissant, Kya fait face aux préjugés des habitants de Barkley Cove, en Caroline du Nord, qui la surnomment « la Fille des marais ». Elle est moquée par les écoliers le seul jour où elle va à l'école et est traitée de « méchante » et de « sale » par la femme du pasteur. Cependant, elle se lie d'amitié avec Tate Walker, un vieil ami de Jodie qui pêche parfois dans le marais. Quand Kya se perd un jour, Tate la ramène chez elle dans son bateau. Des années plus tard, il lui laisse des plumes d'oiseaux rares, puis lui apprend à lire et à écrire. Les deux forment une relation amoureuse jusqu'à ce que Tate parte pour l'université de Caroline du Nord à Chapel Hill. Il promet de revenir, mais se rend compte plus tard que Kya ne peut pas vivre dans son monde plus civilisé à cause de sa nature sauvage et indépendante, et il la quitte sans dire au revoir.

### Deuxième partie – Le marécage

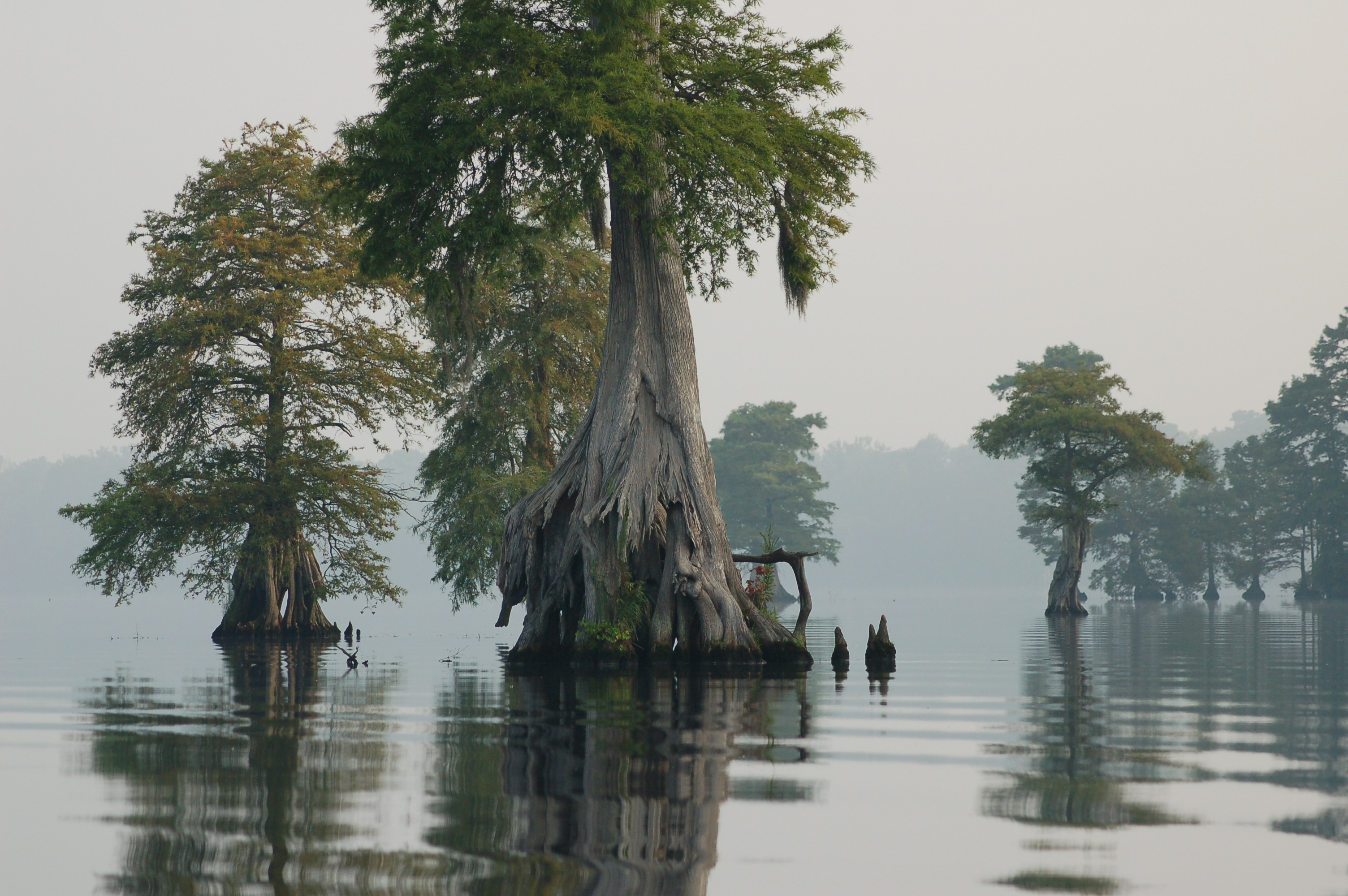
Le roman de 2018 de Delia Owens Là où chantent les écrevisses se déroule dans un marais de Caroline du Nord, où la protagoniste, la "fille des marais", compare ses petits amis rebelles aux "enculés sournois" dont elle entend parler dans un article d'éthologie.

En 1965, Kya a 19 ans. Chase Andrews, le quart-arrière vedette et playboy de Barkley Cove, l'invite à un pique-nique au cours duquel il essaie d'avoir des relations sexuelles avec elle. Il s'excuse plus tard mais les deux forment une relation amoureuse. Il lui montre une tour de guet abandonnée et elle lui donne un collier d'un coquillage qu'il a trouvé lors de leur pique-nique, enfilé sur une ficelle en cuir brut. Malgré ses soupçons, elle croit aux promesses de mariage de Chase et consomme leur relation dans une chambre de motel bon marché à Asheville, en Caroline du Nord. Après avoir fait ses courses un jour, elle lit dans le journal les fiançailles de Chase avec une autre femme et se rend compte que ses promesses de mariage étaient une ruse pour le sexe. Elle met alors fin à leur relation.
Tate, diplômé de l'université, rend visite à Kya et tente de s'excuser de l'avoir quittée et lui avoue son amour. Toujours blessée par sa trahison, elle le rejette. Malgré cela, elle l'autorise à entrer dans sa cabane et il est impressionné par sa large collection de coquillages. Il la presse de publier un ouvrage de référence sur les coquillages. Elle suit son conseil et publie également un ouvrage sur les oiseaux marins. Avec l'argent supplémentaire, elle rénove sa maison. La même année, Jodie, maintenant dans l'armée, revient également dans la vie de Kya, exprimant ses regrets de l'avoir laissée seule et annonçant la nouvelle que leur mère souffrait de maladie mentale et était décédée d'une leucémie deux ans auparavant. Kya pardonne à sa mère d'être partie mais ne comprend toujours pas pourquoi elle n'est jamais revenue. Après avoir conseillé à Kya de donner une seconde chance à Tate, Jodie part pour la Géorgie, laissant à Kya une note avec son numéro de téléphone et son adresse.
Quelque temps plus tard, alors qu'elle se détend dans une crique, Kya est confrontée à Chase. Après une dispute, Chase attaque Kya, la bat et tente de la violer. Elle parvient à le repousser en lui portant des coups violents et à s'enfuir. Deux pêcheurs à proximité sont témoins de la scène. De retour à sa cabane, Kya craint que signaler l'agression ne soit futile car la ville lui reprocherait d'être « lâche ». La semaine suivante, elle voit Chase naviguer jusqu'à sa cabane et se cache jusqu'à ce qu'il parte. Se souvenant des abus de son père, Kya craint les représailles de Chase, sachant que « ces hommes se devaient d'avoir le dernier coup ».
Kya se voit offrir une chance de rencontrer son éditeur à Greenville, en Caroline du Nord et prend le bus pour le rencontrer. Après son retour à la maison le lendemain, des garçons trouvent Chase mort sous la tour de guet. Le shérif, Ed Jackson, pense qu'il s'agit d'un meurtre sur la base de l'absence de traces ou d'empreintes digitales, y compris celles de Chase, autour de la tour. Ed parle avec des sources et reçoit des déclarations contradictoires. Il apprend que le collier de coquillages que Kya a donné à Chase avait disparu lorsque son corps a été retrouvé, même s'il l'a porté la nuit de sa mort. Kya a été vue quittant Barkley Cove avant le meurtre, puis revenant le lendemain de la mort de Chase. Il y avait aussi des fibres de laine rouge sur la veste de Chase qui appartenaient à un chapeau que Tate avait donné à Kya. Convaincu qu'elle est responsable du meurtre de Chase, Ed arrête Kya près du quai de Jumpin', l'accuse de meurtre au premier degré et l'emprisonne sans caution pendant deux mois.
Lors du procès de Kya en 1970, des témoignages contradictoires sont donnés et seules des preuves circonstancielles sont fournies. L'avocat de Kya, Tom Milton, réfute les arguments du procureur car il n'y avait aucune preuve qu'elle se trouvait à la tour de guet la nuit de la mort de Chase ou toute autre preuve concrète pour condamner Kya. Le jury la déclare non-coupable. Elle rentre chez elle et se réconcilie avec Tate. Ils vivent ensemble dans sa cabane jusqu'à ce qu'elle meure paisiblement dans son bateau à l'âge de 64 ans. Plus tard, en cherchant le testament de Kya, Tate trouve une boîte cachée contenant ses vieilles affaires et se rend compte que Kya avait écrit des poèmes sous le nom d'Amanda Hamilton, la poétesse fréquemment citée tout au long du livre. Il trouve également une image de Chase dessinée par Kya. Il trouve alors, sous les poèmes, le collier de coquillages que Chase portait jusqu'à la nuit de sa mort. Il y a une implication claire que Kya avait tué Chase. Tate brûle ensuite la ficelle en cuir brut et laisse tomber la coquille sur la plage, choisissant de cacher le secret de Kya pour toujours.

## Éthologie
L'éthologie, l'étude du comportement animal, est un sujet qui est traité dans le livre. Kya lit sur l'éthologie, y compris un article intitulé "Enculés Sournois", où elle en apprend sur les lucioles femelles qui utilisent leur signal lumineux clignotant codé pour entraîner un mâle d'une autre espèce à sa mort, et sur les femelles mantes qui attirent un partenaire mâle et commencent à manger la tête et le thorax du partenaire pendant que son abdomen copule encore avec elle. 

« Les lucioles femelles attirent les mâles d’autres espèces par des signaux trompeurs et les mangent ; les mantes religieuses femelles dévorent leurs propres compagnons. Les insectes femelles, se dit Kya, savent y faire avec leurs amants. »

## Signification du titre
Les « crawdads » mentionnés dans le titre original sont un mot d'argot américain pour écrevisses : ces crustacés ne peuvent pas « chanter », mais quand la mère de Kya l'encourageait souvent à explorer le marais, elle disait : « Va aussi loin que tu peux. Tout là-bas, où on entend le chant des écrevisses. » Lorsque Tate a également utilisé l'expression, elle lui a demandé la signification et il a répondu : « Ça veut dire aussi loin que tu peux dans la nature, là où les animaux sont encore sauvages, où ils se comportent comme de vrais animaux. » Delia Owens a été inspirée pour l'utilisation de cette expression par sa propre mère qui l'avait utilisée lorsqu'elle était enfant.

## Accueil
Le livre a été sélectionné pour le Hello Sunshine Book Club de Reese Witherspoon en septembre 2018 et pour « les meilleurs livres de 2018 » de Barnes & Noble.
En décembre 2019, le livre s'était vendu à plus de 4,5 millions d'exemplaires et il s'est vendu à plus d'exemplaires imprimés en 2019 que tout autre titre pour adultes, fiction ou non-fiction. Il était également no 1 sur la liste des livres de fiction les plus vendus d'Amazon.com pour 2019. Il était en tête des Best-sellers de fiction du New York Times de 2019 et de 2020,.
Fin décembre 2020, le New York Times l'a classé comme le 6e best-seller à couverture rigide de l’année. En 2022, Publishers Weekly l'a classé 14e livre le plus vendu de 2021, avec des ventes de 625 599 exemplaires, et à la fin février 2022, le livre avait passé 150 semaines sur la liste des best-sellers. En avril 2022, il a été rapporté que le livre s'était vendu à 12 millions d'exemplaires. En juillet 2022, le livre s'était vendu à plus de 15 millions d'exemplaires, ce qui en faisait l' un des livres les plus vendus de tous les temps,,,.
Étant donné que « crawdad » est un terme régional, il a déclenché une augmentation des requêtes en ligne sur la signification du mot.

## Controverse
Certains aspects de la vie de Kya et les choix narratifs du roman, y compris son attitude envers ses personnages noirs, rappellent le temps d'Owens en Zambie, son mari et son fils sont toujours recherchés pour interrogation dans le meurtre d'un braconnier filmé dans un reportage de 1996 par ABC News. Owens n'est pas soupçonnée, mais est considérée comme un témoin potentiel.

## Adaptation cinématographique
Sony Pictures Releasing a acheté les droits cinématographiques du livre et la société de production Hello Sunshine de Reese Witherspoon l'a produit, avec la coproduction de Witherspoon et Lauren Neustadter. Lucy Alibar a adapté le livre en scénario,,. Daisy Edgar-Jones joue Kya, avec Taylor John Smith et Harris Dickinson dans les rôles de Tate Walker et Chase Andrews, respectivement. Le tournage a eu lieu de la mi-avril à la mi/fin juin 2021, autour de la Nouvelle-Orléans et Houma, en Louisiane. Le 5 juillet 2021, Cosmopolitan a communiqué que le tournage était terminé. Le film est sorti le 15 juillet 2022. Taylor Swift a contribué à la bande originale avec une chanson originale, Carolina.